# 卡爾洛沃市鎮
42°38′37″N 24°48′26″E / 42.643514°N 24.807153°E

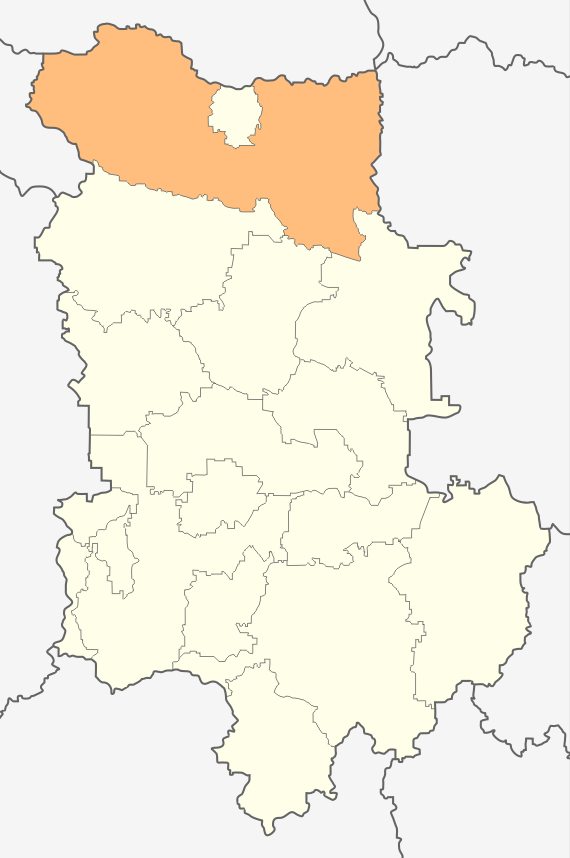

卡爾洛沃市，是保加利亞的城鎮，位於該國中部，由普羅夫迪夫州負責管轄，首府設於卡爾洛沃，面積1,040.47平方公里，人口52,769，人口密度每平方公里50.7人。